# Issafen
Issafen  (in arabo ايسافن‎?) è un centro abitato e comune rurale del Marocco situato nella provincia di Tata, regione di Souss-Massa. Conta una popolazione di 3 459 abitanti (censimento 2014).